# Rockne Tarkington
William Rockne Tarkington, Jr. (14 de mayo de 1932 - 5 de abril de 2015) fue un actor de teatro, cine y televisión estadounidense.

## Carrera
Nacido en Junction City, Kansas, Tarkington comenzó su carrera como actor de teatro e hizo la transición a la televisión con apariciones especiales en episodios de The Alfred Hitchcock Hour, Kraft Suspense Theatre, The Man from U.N.C.L.E., Ben Casey, Mission: Impossible, Bewitched, y muchos otros. Tarkington también fue el primer actor negro acreditado en aparecer en The Andy Griffith Show.
Tarkington hizo apariciones recurrentes en Tarzan (como Tao) e interpretó a Elihu Morgan en Danger Island en Banana Splits Adventure Hour de Hanna-Barbera. También interpretó a "Too Mean" Malone en la temporada 1983–84 de Matt Houston e hizo apariciones en episodios de Bearcats!, MacGyver, Baretta y otros programas en las décadas de 1970 y 1980.
Como actor de cine, Tarkington interpretó el papel principal en la película de blaxploitation Black Samson (1974) y coprotagonizó con Richard X. Slattery The No Mercy Man (1973) y Zebra Force (1976). También apareció en películas como Soldier in the Rain (1963), Clarence, the Cross-Eyed Lion (1965), The Great White Hope (1970), Beware! The Blob (1972), Melinda (1972), The Baltimore Bullet (1980), National Lampoon's Movie Madness (1983), The Ice Pirates (1984), Uphill All the Way (1986) y Death Before Dishonor (1987), y tuvo partes en muchas películas de televisión.
Tarkington fue la primera opción para interpretar el papel de Williams en Enter the Dragon (1973), pero justo antes del inicio de la filmación fue reemplazado por Jim Kelly.

## Vida personal
Tarkington vivió en Los Ángeles durante la mayor parte de su carrera, donde estuvo casado con la también actriz de cine Joan Blackman desde julio de 1968 hasta octubre de 1970. En la década de 1990 regresó a Kansas cuando su madre enfermó. Con el tiempo se convirtió en mormón después de ver un comercial de televisión de la Iglesia de Jesucristo de los Santos de los Últimos Días.

## Filmografía

### Actor
| Año  | Título                           | Papel                        | Notas         |
| ---- | -------------------------------- | ---------------------------- | ------------- |
| 1963 | Soldier in the Rain              | First Sergeant William Booth |               |
| 1965 | Major Dundee                     | Jefferson                    | sin acreditar |
| 1965 | Clarence, the Cross-Eyed Lion    | Juma                         |               |
| 1965 | Tell Me in the Sunlight          | Rocky                        |               |
| 1968 | PJ                               | Cato                         | sin acreditar |
| 1969 | The Dream of Hamish Mose         | Hamish Mose                  |               |
| 1970 | The Great White Hope             | Rudy                         |               |
| 1972 | Beware! The Blob                 | Deputy Williams              |               |
| 1972 | Melinda                          | "Tank"                       |               |
| 1973 | The No Mercy Man                 | Prophet                      |               |
| 1974 | Home Grown                       | Hank                         |               |
| 1974 | Black Samson                     | Samson                       |               |
| 1974 | Black Starlet                    | Ben                          |               |
| 1976 | Zebra Force                      | Earl Lovington               |               |
| 1977 | The Great Gundown                | Sutton                       |               |
| 1978 | Roll of Thunder, Hear My Cry     | Morrison                     |               |
| 1980 | The Baltimore Bullet             | Gunner                       |               |
| 1982 | National Lampoon's Movie Madness | Black Cop – 'Municipalians'  |               |
| 1982 | Showdown at Eagle Gap            | "Enterprise" Jackson         |               |
| 1984 | The Ice Pirates                  | "Patch"                      |               |
| 1986 | Uphill All the Way               | Leon                         |               |
| 1987 | Death Before Dishonor            | "Jihad"                      |               |
| 1988 | Under the Gun                    | Leon                         |               |
| 1989 | Fists of Steel                   | Rijar                        |               |
| 1994 | Wyatt Earp                       | Stable Hand                  |               |